# WWOOF

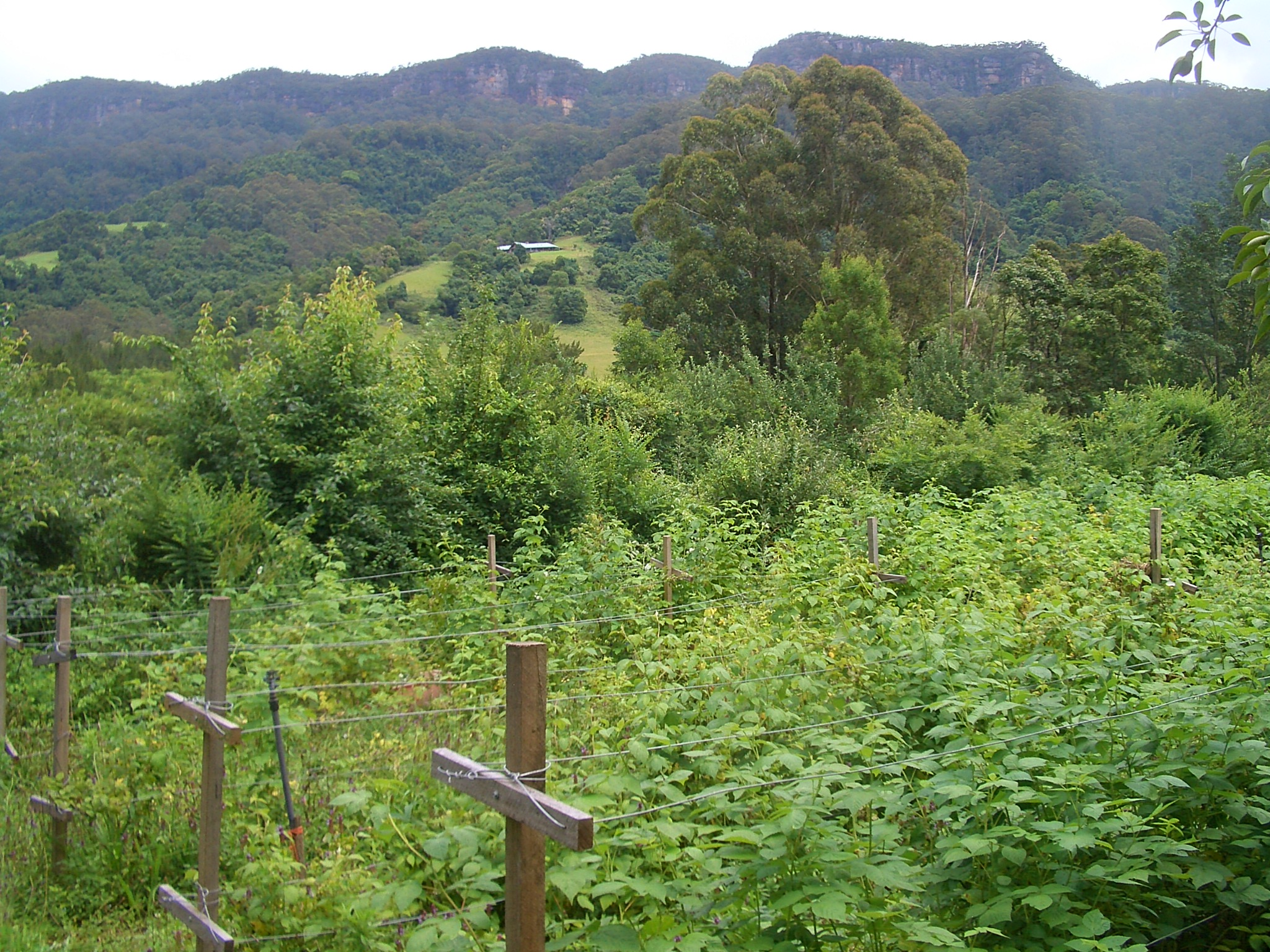
Hallonbuskar på en WWOOF-gård i Australien

WWOOF (World Wide Opportunities on Organic Farming eller Willing Workers on Organic Farms) är en internationell organisation med syftet att förmedla kontakt mellan ekologiska gårdar och volontärer. Organisationen är ett nätverk av gårdar i över 130 länder och i de flesta länder finns nationella WWOOF-organisationer. 
Syftet med WWOOF är att ge människor en möjlighet att få en praktisk erfarenhet av vad ekologisk odling innebär, samtidigt som värdgården erbjuder mat och husrum i utbyte mot arbetet. Arbetet sker helt ideellt och volontärerna får hjälpa till i det dagliga arbetet med sådant som exempelvis sådd, plantering, skörd, trädgårdsarbete, skogsarbete, utfodring av djur, mjölkning, stängselarbete eller förädling av gårdens produkter till bröd, ost och smör - helt beroende på gårdens inriktning. Att wwoofa innebär också en möjlighet att lära känna nya kulturer och människor eftersom det via den internationella hemsidan går att leta sig fram till gårdar i de flesta delar av världen. Även om man väljer att åka till en gård i sitt hemland är chansen alltså stor att möta människor från andra länder. 
För att wwoofa behövs först ett medlemskap i en av WWOOF:s nationella organisationer och därmed får man tillgång till kontaktuppgifter till landets WWOOF-gårdar, men även utan att betala de omkring 200 kronorna går det att läsa om de olika gårdar som söker volontärer. Hur länge volontärerna stannar på gården är väldigt individuellt och är en överenskommelse mellan värden och volontären; det kan variera mellan några dagar till år, men 1-2 veckor är vanligast.

## Historia
WWOOF startade 1971 i England av Sue Coppard och förkortningen stod ursprungligen för Working Weekends on Organic Farms. Hon var sekreterare i London och saknade ett sätt att få kontakt med landsbygden och stötta miljörörelsen. Den första "arbetshelgen" skedde i East Sussex för fyra personer och det blev en stor succé. Snart anslöt sig fler gårdar och WWOOF UK (Storbritanniens WWOOF-organisation) växte snart fram. 

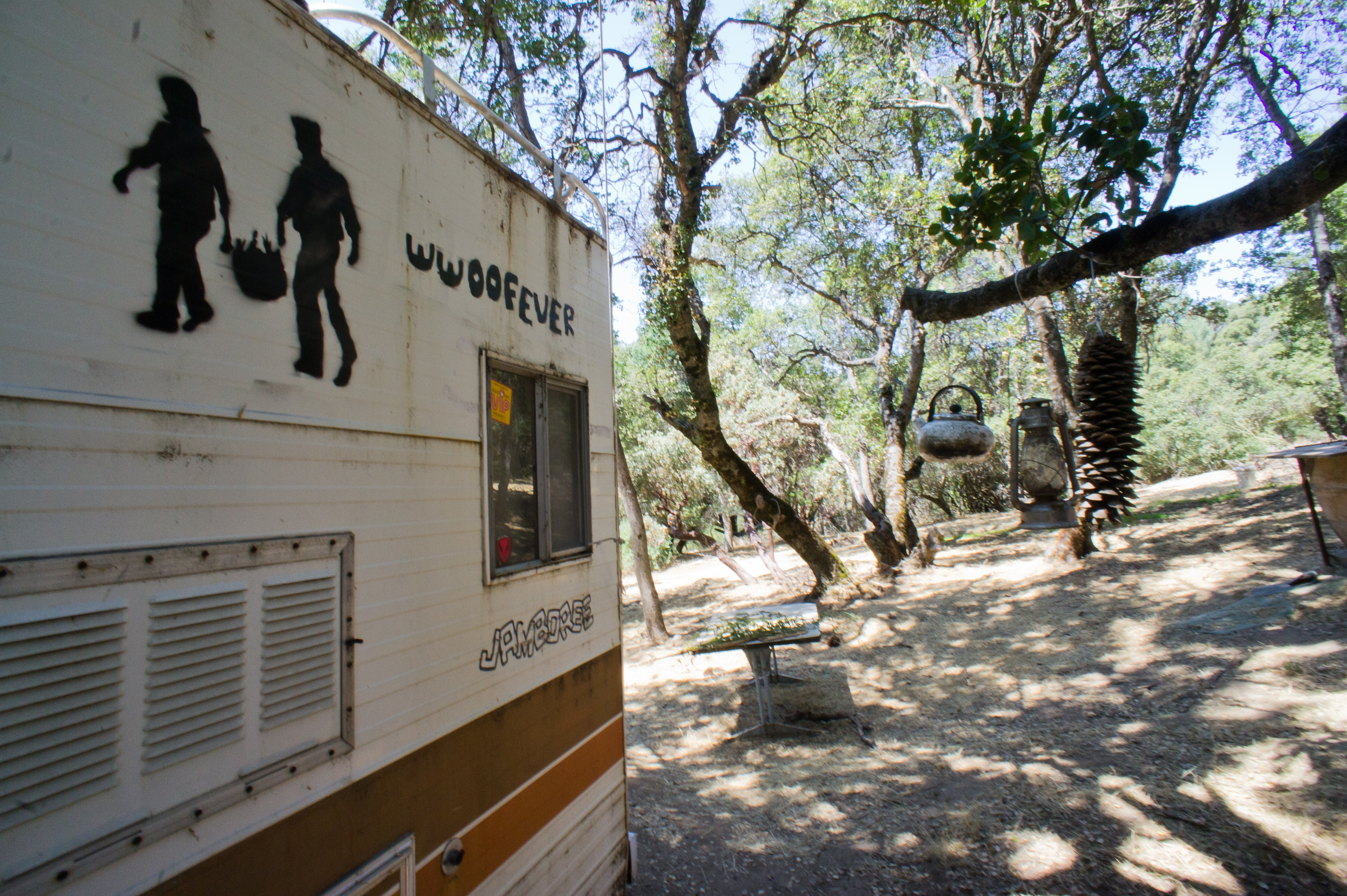
Bild från WWOOF-gård i USA

 WWOOF spred sig till fler länder som bildade egna nationella organisationer och år 2000 hölls den första internationella WWOOF-konferensen. Representanter från 15 länder medverkade och bestämde att bättre försöka definiera WWOOF och att främja spridandet av WWOOF i utvecklingsländer.
Eftersom WWOOF snart blev mer än bara helger på gårdar så bytte organisationen namn till "Willing Workers On Organic Farms". År 2000 bytte man igen till det nuvarande namnet "World Wide Opportunities On Organic Farms" för att få bort arbete ur namnet, vilket i en del länder kunde kopplas till migrantarbete på ett negativt sätt. 

## WWOOF Sverige
WWOOF Sverige är en ideell och partipolitiskt obunden förening som förmedlar utbyten i Sverige. År 2014 fanns i Sverige omkring 150 ekologiska gårdar som tog emot volontärer från hela världen. Flera av gårdarna är Kravcertifierade, men det är inget krav. Föreningen har ett stort fokus på praktiskt lärande och att komplettera teoretisk utbildning där lite eller ingen praktik kan erbjudas. Förutom jordbruksskolor erbjuder WWOOF praktik för alla utbildningar med fokus på hållbar framtid. Ett utbyte på en gård för med sig så mycket mer än kunskap om odling och djurhållning. En stor del av dem som skriver feedback om sina utbyten vittnar om personlig utveckling och att det knutit vänskapsband för livet. 